# الشكابة
الشكابة قرية في ولاية الجزيرة، السودان. تقع على الشاطئ الغربي للنيل الأزرق بالقرب من بركات، جنوب ود مدني. تقع القرية ضمن مخطط الجزيرة، الذي يوفر مياه الري لزراعة القطن.
بعد معركة كرري (2 سبتمبر 1898) التي هُزمت فيها قوات محمد أحمد المهدي على يد الجيش الأنجلو المصري بقيادة الجنرال هربرت كتشنر، أُجبرت عائلة المهدي على العودة إلى منازلهم الأصلية في جزيرة آبا على النيل الأبيض في سبتمبر 1898. ألقي القبض عليهم هناك وأرسلوا شرقًا إلى شكابة. بعد سماع شائعة بأن الجماعة كانت تقوم بالدعوة المهدية، أطلقت قوة من القوات الحكومية النار على المجموعة بشكل عشوائي، مما أسفر عن مقتل محمد شريف واثنين من أبناء المهدي، الفاضل والبشرى. وأصيب الابن الثالث عبد الرحمن المهدي بجروح بالغة. بعد أن تعافى سُمح له بالاستقرار في شكابة.